# Kirsten Rüther
 Kirsten Rüther (* 1966 in Rendsburg, Schleswig-Holstein) ist eine deutsche Historikerin und Afrikawissenschaftlerin. Seit 2012 hat sie  eine Professur für Geschichte und Gesellschaft Afrikas an der Universität Wien.

## Leben
Kirsten Rüther verbrachte ihre Kindheit mit ihren Eltern und zwei jüngeren Geschwistern in Hohenwestedt, einer Gemeinde im Kreis Rendsburg. Nach dem Abitur am Gymnasium arbeitete sie noch fünf Jahre in einer Bank, bevor sie 1990 die Studienlaufbahn einschlug.
Sie studierte Geschichte, Anglistik und Religionswissenschaft an der Universität Hannover. Während des Studiums hat sie „Afrika für sich entdeckt“ und hier besonders Südafrika, das auch regionaler Schwerpunkt der Universität war. Sie promovierte 2001 in Geschichtswissenschaft mit einer Arbeit über die Missionsgeschichte und Christianisierung in Südafrika.
Rüther war wissenschaftliche Mitarbeiterin an verschiedenen Universitäten. Unter anderem an der Universität Hamburg im Sonderforschungsbereich „Umbruch und Bewältigung in afrikanischen Gesellschaften“ (1999–2003) und am Historischen Seminar der Leibniz Universität Hannover (2003–2012). 2007 habilitierte Kirsten Rüther und erhielt die venia legendi (Lehrberechtigung) für Neuere Geschichte. Danach hatte sie eine Gastprofessur an der Freien Universität Berlin (2007–2008). Seit Oktober 2012 ist sie Professorin für Geschichte und Gesellschaft Afrikas am Institut für Afrikawissenschaften der Universität Wien.

## Forschung
Über das Institut für Afrikawissenschaften der Universität Wien engagiert sich Kirsten Rüther bei AEGIS (Africa-Europe Group for Interdisciplinary Studies).
AEGIS ist ein 1991 gegründetes Forschungsnetzwerk europäischer Zentren für Afrikastudien, das Synergien zwischen Experten und Institutionen schaffen soll. Das Hauptziel von AEGIS ist, das Verständnis für die heutigen afrikanischen Gesellschaften zu verbessern.

### Schwerpunkte
- Konversion und Christianisierung im Kontext von Mission und Kolonialismus
- Gesundheit, Medizin und Populärkultur in Südafrika
- Professionalisierung afrikanischer Heiler
- Globalgeschichtliche Dimensionen afrikanischer Geschichte, 15.–19. Jh.
- Wohnungsbau im spätkolonialen Sambia
- Familie und Verwandtschaft in afrikanischen Gesellschaften
- Lebensgeschichtliche Forschung[2]

### Projekte
2005 war Rüther Fellow am Kulturwissenschaftlichen Institut in Essen und hat am Projekt: Enzyklopädie der Neuzeit (Fachherausgeberschaft „Globale Interaktion“) mitgewirkt.
Zahlreiche Forschungsreisen haben sie unter anderem nach Johannesburg, Durban, Pietermaritzburg in Südafrika und Oxford/Großbritannien geführt.
Seit 2017 arbeitet sie zusammen mit drei weiteren Personen am Housing-Projekt der Universität Wien. Dabei geht es um Wohnungsbau in Sambia, Kenia und der Demokratischen Republik Kongo. Es wird der Frage nachgegangen, wie Menschen in mittelgroßen Provinzstädten wohnen und gewohnt haben und wie vom Wohnraum ausgehend Alltagsperspektiven auf das politische Geschehen zu richten sind. Im Mai 2020 ist das Buch zum Projekt erschienen: The Politics of Housing in (Post-)Colonial Africa: Accommodating workers and urban residents.
Gemeinsamen mit Peter Delius  (University  of  the  Witwatersrand,  Johannesburg) arbeitet Kirsten Rüther an einem Forschungsprojekt über die „History of the Winter Family“, die wechselhafte Geschichte einer von Missionaren abstammenden Familie in Südafrika.
Außerdem ist sie Leiterin der interdisziplinären Forschungsplattform „Mobile Kulturen und Gesellschaften“, die gemeinsam von der Philologisch-Kulturwissenschaftlichen Fakultät und der Fakultät für Sozialwissenschaften der Universität Wien betrieben wird. Ziel ist die Untersuchung von Phänomenen und Bedingungen kultureller und sozialer Mobilität.

## Publikationen

### Eigenständige Werke
- The Power Beyond: Mission Strategies, African Conversion and the Development of a Christian Culture in the Transvaal. LIT Verlag, Berlin 2001, ISBN 3-8258-4773-X (Zugleich: Universität Hannover, Diss., 2001).
- mit Angelika Schaser, Jacqueline Van Gent: Gender and Conversion Narratives in the Nineteenth Century: German Mission at Home and Abroad. Ashgate, London 2015, ISBN 978-1-4724-4923-8.
- Afrika genauer betrachtet: Perspektiven aus einem Kontinent im Umbruch. Edition Konturen, Wien, Hamburg 2017, ISBN 978-3-902968-24-1.
- mit Martina Barker-Ciganikova, Daniela Waldburger und Carl-Philipp Bodenstein: The Politics of Housing in (Post-)Colonial Africa: Accommodating workers and urban residents. De Gruyter, Oldenburg 2020, ISBN 978-3-11-059827-8.

### Beiträge in Sammelwerken (Auswahl)
- Fachherausgeberschaft Globale Interaktion. In: Friedrich Jaeger im Auftrag des Kulturwissenschaftlichen Instituts (Essen) und in Verbindung mit den Fachherausgebern (Hrsg.): Enzyklopädie der Neuzeit in 16 Bänden. J.B. Metzler, Stuttgart 2005–2012, ISBN 978-3-476-01935-6.
- Afrikanische Konvertitinnen im 19. Jahrhundert: Beziehungen, Familien und Verwandtschaftsdynamiken im Transvaal und im Zulureich. In: Jobst Reller (Hrsg.): Frauen und Zeiten: Frauen in der Hermannsburger Mission und ihre Partnerkirchen im 20. Jahrhundert. LIT Verlag, Berlin 2014, ISBN 978-3-643-12501-9, S. 73–88.
- Der Streit um Englisch als Unterrichtsfach in lutherischen Missionsschulen Südafrikas. In: Rebekka Habermas, Richard Hölzl (Hrsg.): Mission global: Eine Verflechtungsgeschichte seit dem 19. Jahrhundert. Böhlau, Köln 2014, ISBN 978-3-412-22203-1, S. 91–110.
- Stadt und Strukturen des Mobilen im (post)kolonialen Afrika. In: Brigitta Schmidt-Lauber (Hrsg.): Andere Urbanitäten: zur Pluralität des Städtischen. Böhlau Wien, Wien, Köln, Weimar 2018, ISBN 978-3-205-20685-9, S. 61–76.
- Gibt's denn da was Neues? Kommentar zur neuen Missionsgeschichte. In: Linda Ratschiller, Karolin Wetjen (Hrsg.): Verflochtene Mission: Perspektiven auf eine neue Missionsgeschichte. Böhlau Wien, Wien, Köln, Weimar 2018, ISBN 978-3-412-50937-8, S. 225–237.
- Macht und Meer und Gott im frühneuzeitlichen West- und Westzentralafrika. Konversionen zum Katholizismus in der Frühen Neuzeit: Europäische und globale Perspektiven. In: Wolfgang Behringer, Eric-Oliver Mader, Justus Nipperdey (Hrsg.): Kulturelle Grundlagen Europas. Band 5. LIT Verlag, Berlin 2019, ISBN 978-3-643-13981-8, S. 267–280.
- Kulturelle und soziale Mobilitätsforschung konzeptualisieren. In: Alexandra Ganser, Annegret Pelz (Hrsg.): Mobile Kulturen und Gesellschaften – Mobile Cultures and Societies. V&R unipress, Göttingen 2020, ISBN 978-3-8471-1208-2 (Abschnitt 4. Sozialwissenschaftliche Mobilitätsforschung unter Mitwirkung von Kirsten Rüther).

### Beiträge in Zeitschriften (Auswahl)
- mit Peter Delius: Familiengeschichte auf der Missionsstation Mosego, der Farm Mecklenburg und in der Stadt Pietersburg (Südafrika): Trennlinien und deren Verlagerung seit 1880. In: Historische Anthropologie. Nr. 22.1, 2014, S. 91–113.
- mit Daniela Waldburger: Sojourns Along the Way – Narrative Perspectives of Movement, Mobility and Moments in Between. In: Stichproben: Vienna Journal of African Studies. Nr. 28, 2015, S. 1–9.
- Zugänge zur Missionsgeschichte: Plädoyer für eine akteurszentrierte Geschichte religiöser Veränderung. In: Zeitschrift für Missionswissenschaft und Religionswissenschaft. Band 100, 2016, S. 210–218.
- mit Stephan Bierling: Mandela .... eine Lektüre. In: Stichproben: Wiener Zeitschrift für kritische Afrikastudien. Band 36, 2019, S. 151.
- Asking Appropriate Questions, Reconsidering Research Agendas: Moving between London and Lusaka, in- and outside the Archive. In: Administory. Zeitschrift für Verwaltungsgeschichte. Band 4, 2019, S. 110–124.